# Catharina Backer
Catharina Backer (Ámsterdam, 22 de septiembre de 1689–Leiden, 8 de febrero de 1766) fue una coleccionista de arte y pintora del norte de los Países Bajos del siglo XVIII.

## Biografía

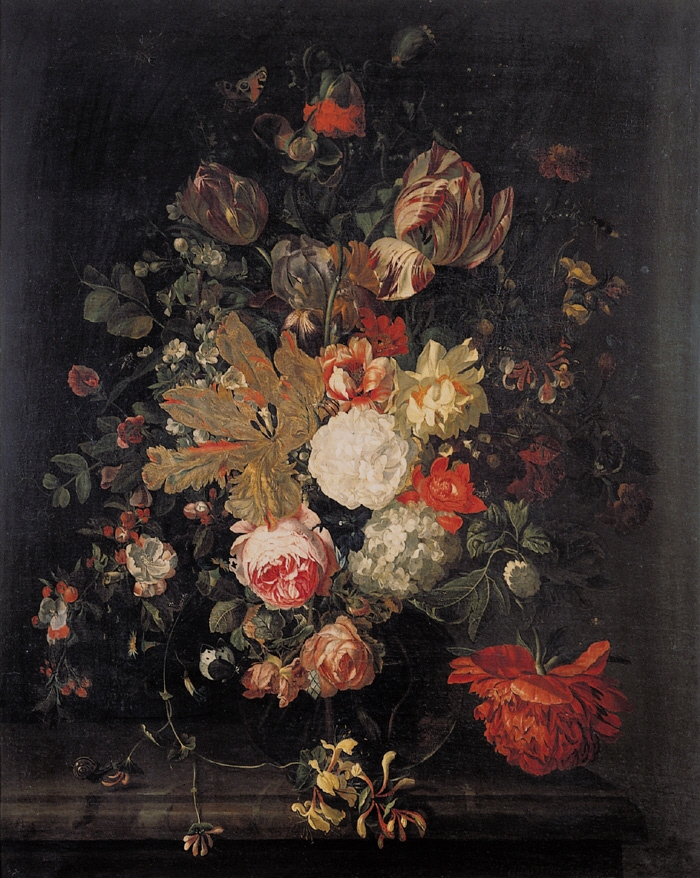
Bodegón de flores, 1712

Catharina Backer nació en Ámsterdam en 1689. Sus padres fueron el abogado Willem Cornelisz Backer (1656-1731), de una destacada familia de Ámsterdam, y Magdalena de la Court (1662-1712), hija de Pieter de la Court (1618-85) y su segunda esposa, Catharina van der Voort (1622-1674).
Catharina Backer se casó con su primo hermano, el comerciante y coleccionista de arte Allard de la Court (1688-1755) de Leiden, el 25 de agosto de 1711. Era hijo de Pieter de la Court van der Voort (1664-1739), hermano de Magdalena de la Court. Allard de la Court y Catharina Backer vivieron en una casa en Rapenburg en Leiden. Tuvieron varios hijos, entre ellos a Pieter Allardsz de la Court (1722-73).
Catharina Backer murió en Leiden en 1766.

## Colección de arte
Con su esposo fue propietaria de una de las galerías de arte más ricas del norte de los Países Bajos. Arnold Boonen (1669-1729) pintó sus retratos en 1713 como parte de una serie de cuatro que incluían a sus dos hermanas. Después de la muerte de sus padres, en la década de 1730, Allard de la Court y Catharina Backer heredaron parte de las obras de arte que sus padres habían coleccionado. Entre ellos, dos retratos de 1635 pintados por Pieter Dubordieu (1609-78) de sus mutuos bisabuelos, Pieter de la Court el Viejo (1590-1657) y Jeanne des Planques (o Jeanne de Planque, 1591-1663), que parece que pasaron primero a la hermana de Allard, Adriana Catharina de la Court (1690-1752), antes de entrar en la colección de Allard tras su muerte. Pieter de la Court van der Voort había sido un mecenas importante de Willem van Mieris (1662-1747) y encargó un par de pinturas, naturalezas muertas de frutas y flores, a Rachel Ruysch (1664-1750). Estas obras cobraron importancia en el desarrollo de Catharina Backer como artista. Su padre, Willem Backer, había recolectado muestras de historia natural, así como pinturas de artistas como Jan van Goyen (1596-1656), Jan Lievens (1607-1674), Frederik de Moucheron (1633-1686) y Jan van der. Heyden (1637-1712). El gasto de Allard de la Court en arte aumentó después de la muerte de su madre en 1740, y la colección de arte creció hasta llenar por completo la casa en Rapenburg, lo que obligó a la familia a buscar una nueva residencia.
Después de la muerte de su esposo en 1755, heredó su colección de arte. Ella continuó mostrando las obras y agregando nuevas a la colección. En 1766, el año en que murió, sus herederos vendieron gran parte de su colección de arte; el catálogo de la subasta enumeraba 215 artículos, incluido el par de pinturas de Rachel Ruysch. Sus propias obras de arte permanecieron en la familia durante otro siglo.

## Obras
El Instituto Holandés de Historia del Arte describió a Catharina Backer como una artista aficionada. Estos artistas no pintaban para ganarse la vida ni recibían el tipo de formación artística típica de los artistas profesionales. En el siglo XVII los artistas aficionados en los Países Bajos pertenecían, por lo general, a familias de alto estatus que valoraban la educación y el cultivo del arte.
Como parte de su educación secundaria, Catharina Backer recibió lecciones de dibujo y pintura, organizadas por su padre. Su hermano, Cornelis Backer (1693-1775), catalogó las obras de arte que ella había realizado hasta el momento de su matrimonio en 1711. Estas incluían diez álbumes de arte y pinturas. Los álbumes contenían sus propios bocetos y dibujos, incluidos algunos que probablemente datan de la época en que se estaba formando en esta disciplina.
Un álbum posterior de dibujos de Catharina Backer, aparentemente reunido en 1722 pero que incluye obras que datan de 1706, se ha conservado en la colección del Museo de Ámsterdam. Los dibujos proporcionan alguna evidencia de su educación artística. Representan estudios de cabezas, manos y la figura desnuda; estudios de frutas; y bocetos de otros artistas. Completó varios dibujos de esculturas de Francis van Bossuit (1635-1692), así como un dibujo de la Venus de 'Medici según François Perrier (pintor) (1590-1650). El álbum también presenta el tipo de dibujos por los que es más conocida: imágenes de flores, plantas e insectos. Aunque la mayor parte del trabajo del álbum es de Catharina Backer, incluye al menos un dibujo de Cornelis Backer.
Catharina Backer es conocida por pintar diversos temas, tales como flores, frutas, paisajes y escenas costumbristas. Se convirtió en seguidora de Willem van Mieris, Rachel Ruysch y Jan van Huysum (1682-1749), copiando ejemplos de sus pinturas que estaban entre su colección. Al final de su carrera, creó imágenes de flores en óleo sobre lienzo.

## Galería

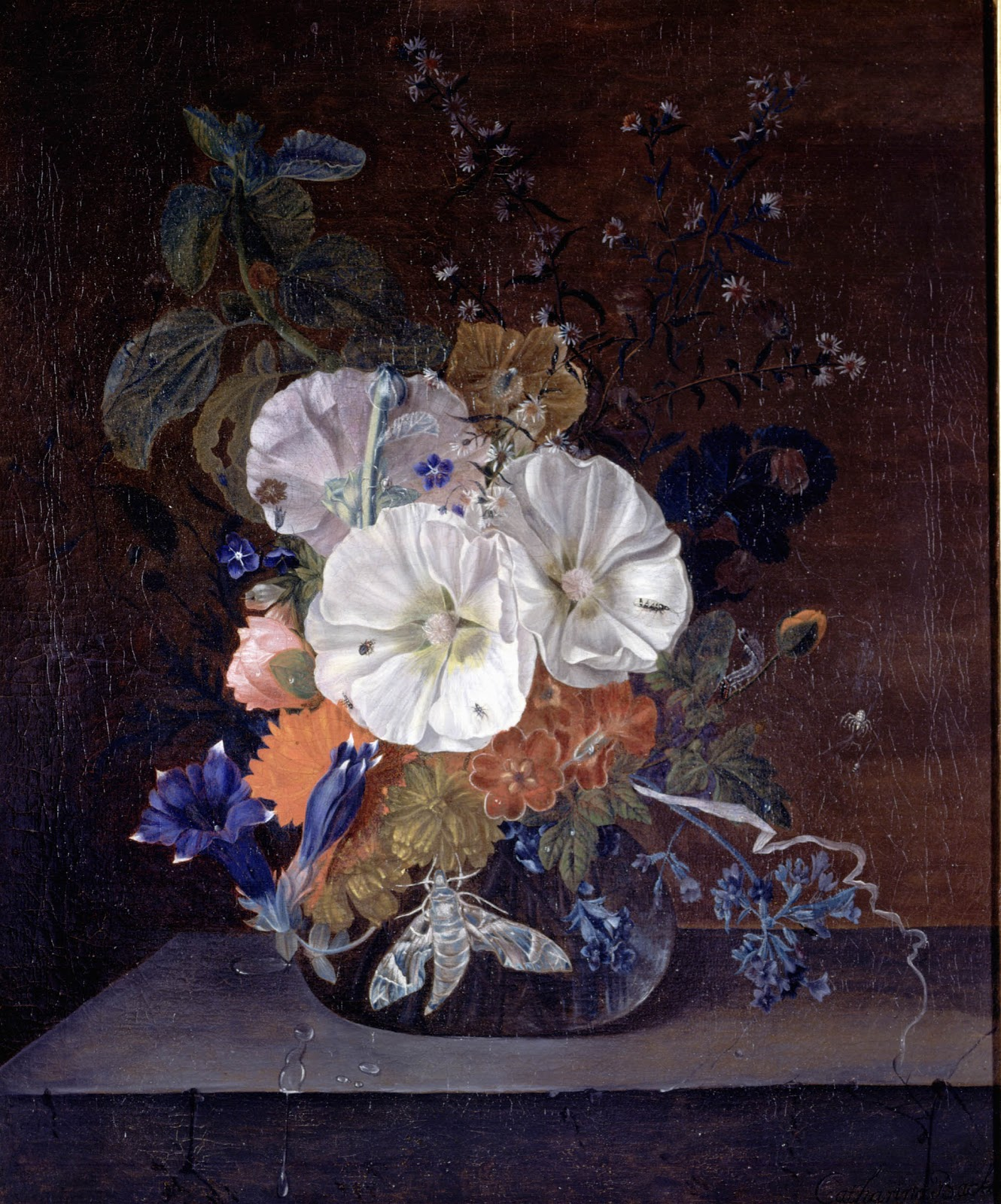
Catharina Backer, Flores en un jarrón en una repisa de piedra, antes de 1711
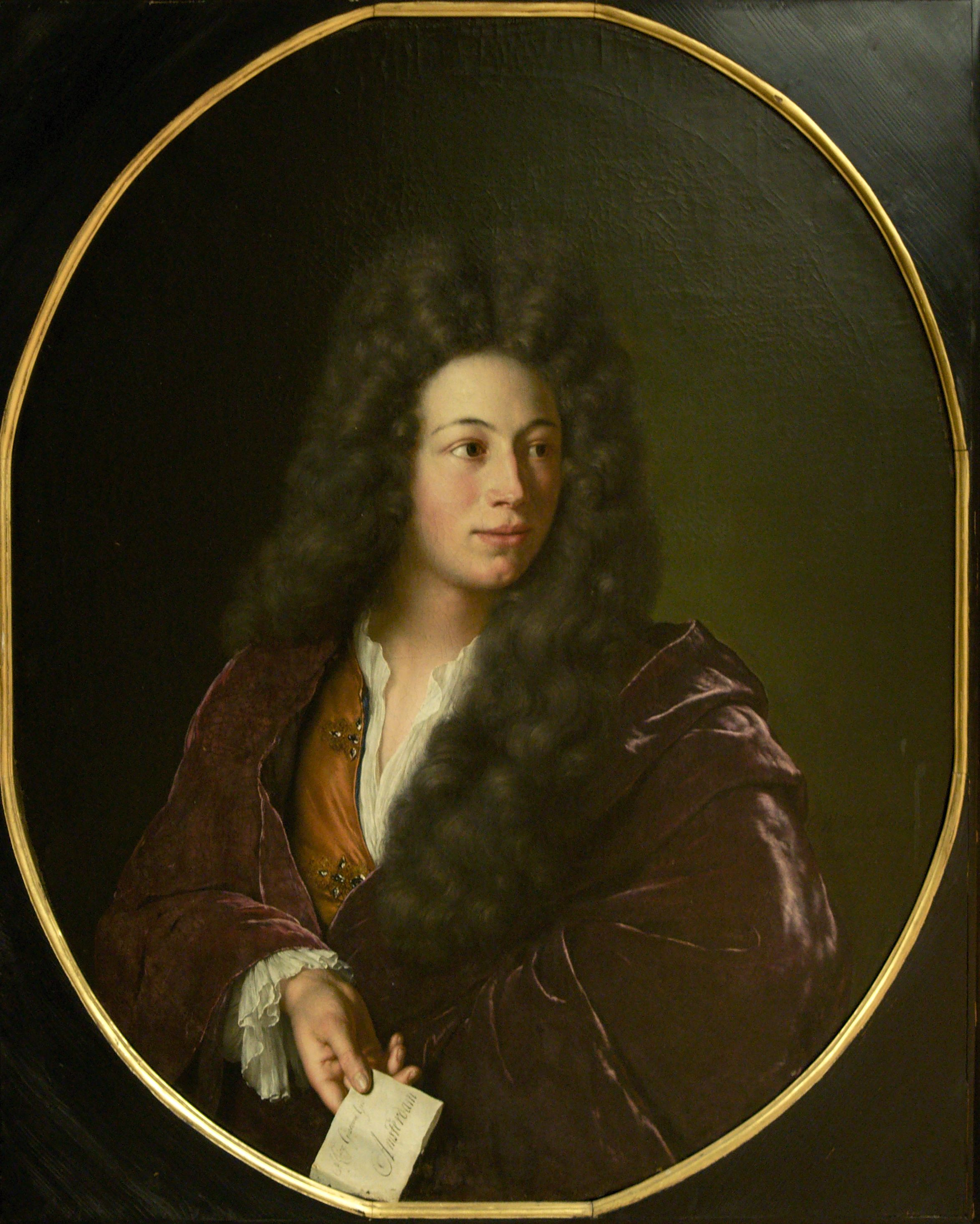
Allard de la Court en 1705, por Willem van Mieris
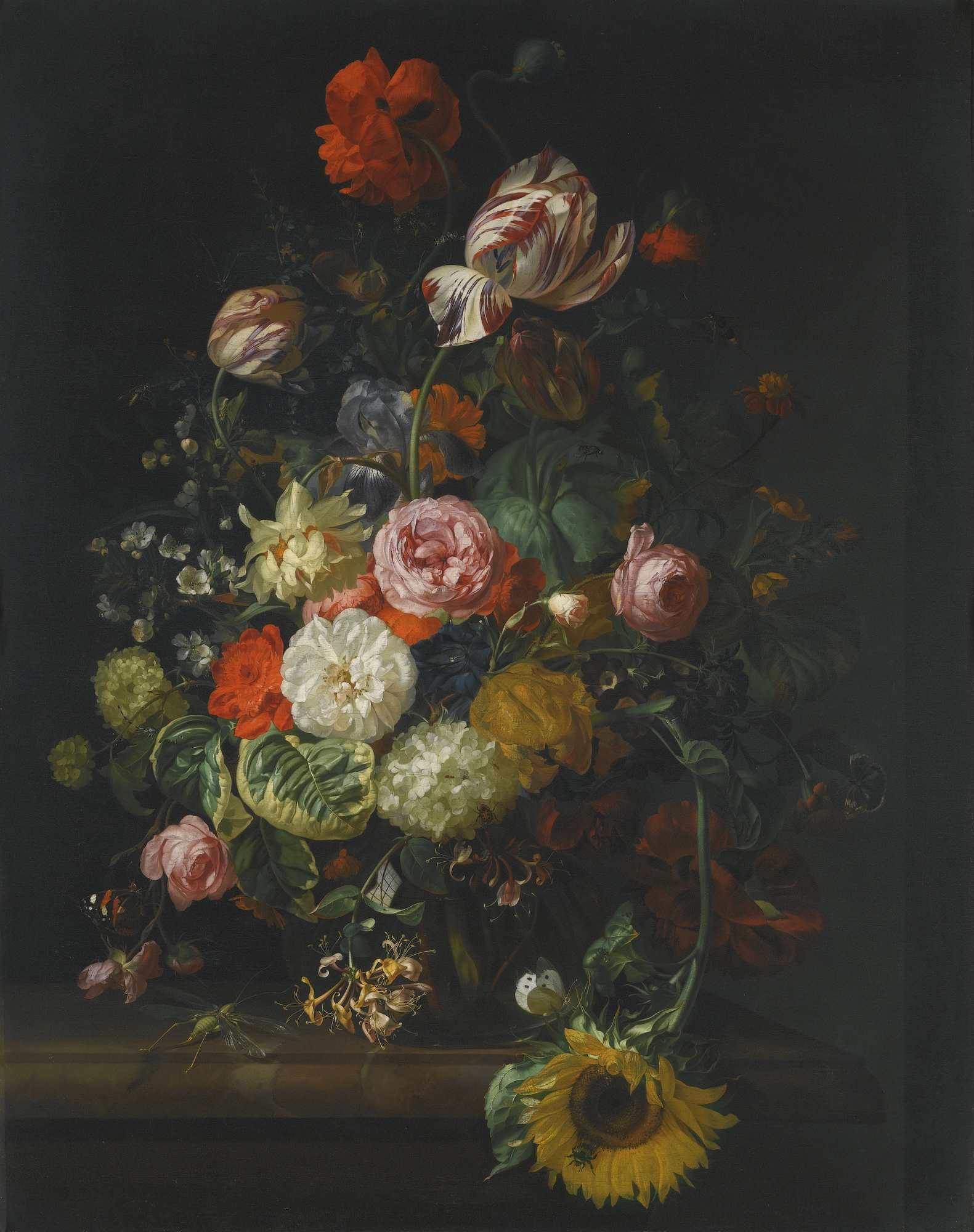
Flower Still-Life de Rachel Ruysch, de la colección de Catharina Backer
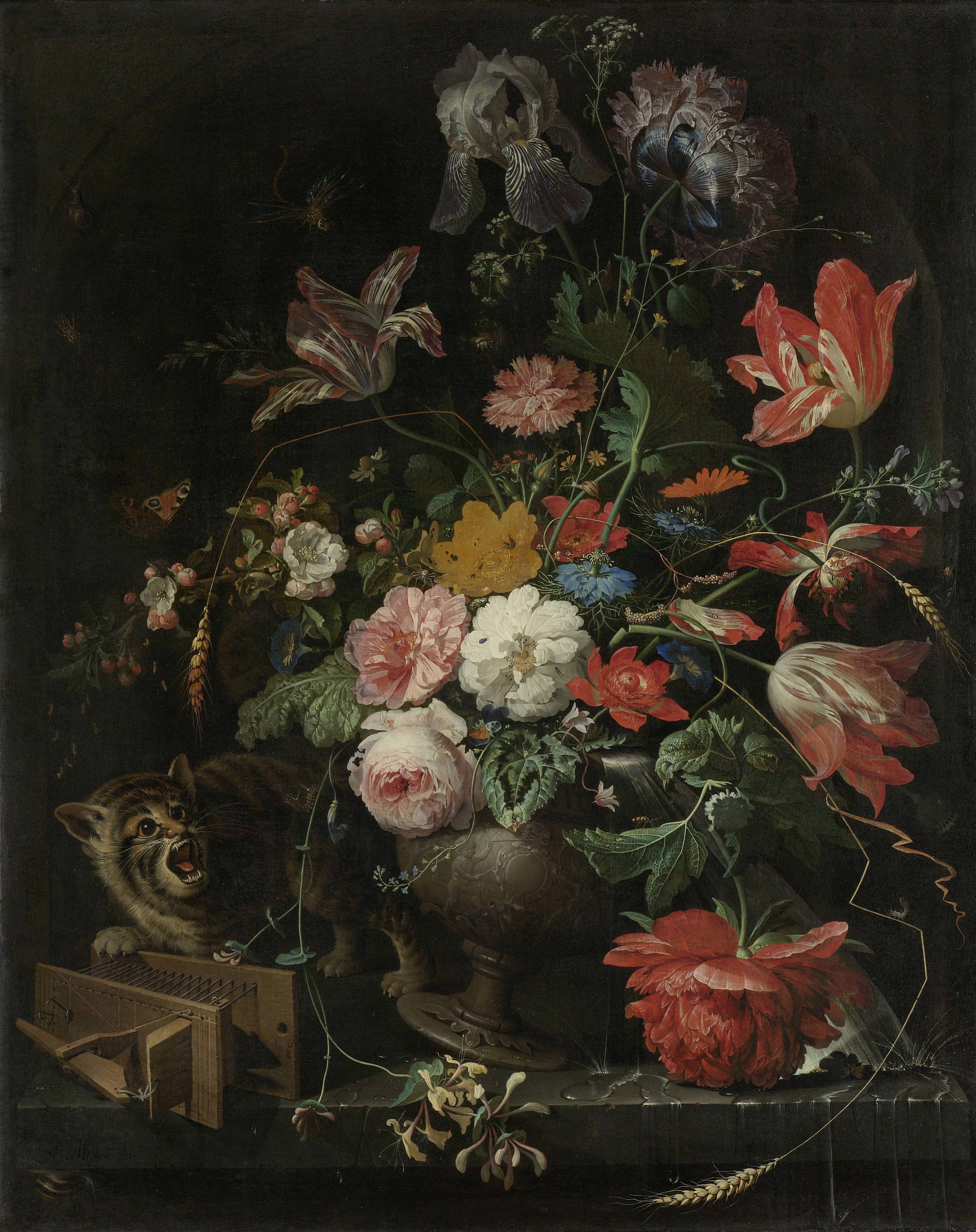
Una pintura de Abraham Mignon de la colección de Catharina Backer